# 游园会

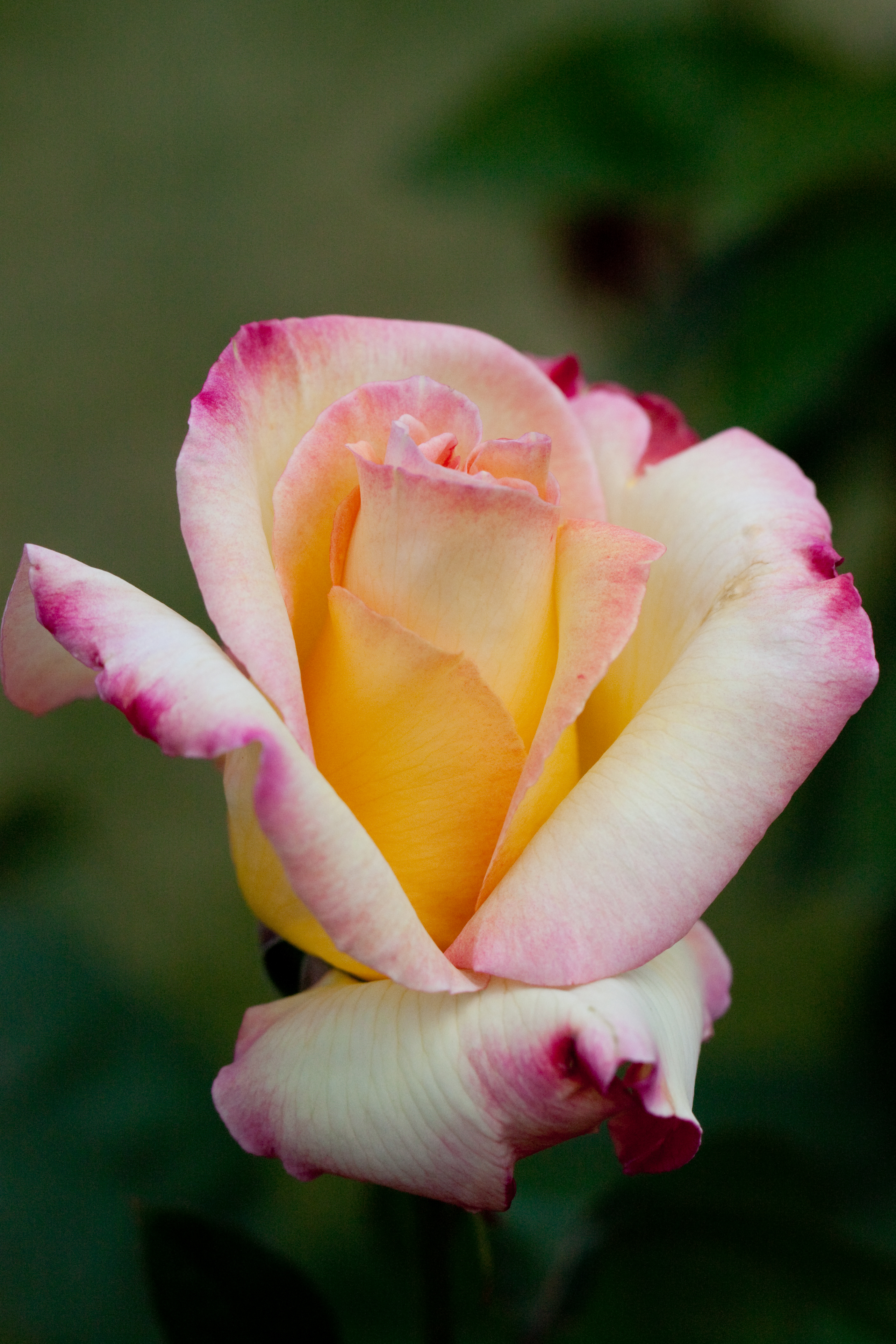
将要开放的“花園舞會”花苞

花園舞會（Rosa 'Garden Party'）是一个乳白色的杂交茶香月季栽培种，被赫伯特·C·施威姆（Herbert C. Swim）于1959年杂交出。其亲本为“夏洛特·阿姆斯特丹（Charlotte Armstrong）”（兰姆特，1940）和“和平”(米蘭，1939)。
这个中高型、重瓣的花包含25-28片奶油白，边缘为粉红色的花瓣。《终极月季指南》（The Ultimate Rose Book）指出花園舞會有着和平的颜色，但更加精致。游园会的花为瓮形，平均直径为11厘米，有着淡淡的柠檬香气。 花園舞會在整个花季不断开放。 游园会的花朵大，花型好看，它由此成了热门的展览品种。
这种生命力强的灌木月季能长到90-200厘米高，60-75厘米宽。其冬季至多耐寒到零下15摄氏度（USDA耐寒等级7b）。其不耐霉菌。其幼苗为红色，其黛青色的枝叶相对光亮。
1959年，花園舞會赢下了巴加泰勒月季大赛的金牌，次年其被录入全美月季锦集。其是“红双喜”（施威姆和埃利斯，1997）和“金奖章”（克里斯滕森，1982）以及“胡弓”（河野义人，1978）的亲本。